# Binær forbindelse
En binær forbindelse er en kemisk forbindelse, som indeholder præcis to forskellige grundstoffer. Blandt eksempler på binære ioniske forbindelser er calciumklorid (CaCl2), natriumfluorid (NaF) og magnesiumoxid (MgO), mens eksempler på binære kovalente forbindelser er vand (H2O) og svovlhexafluorid (SF6).

## Fodnoter
1. ↑  "Binary Compounds". Hentet 2010-02-25.
2. ↑  "Naming of Binary Compounds". Hentet 2010-02-25.

| Kemi | Spire Denne artikel om kemi er en spire som bør udbygges. Du er velkommen til at hjælpe Wikipedia ved at udvide den. |